# Paul Hubweber

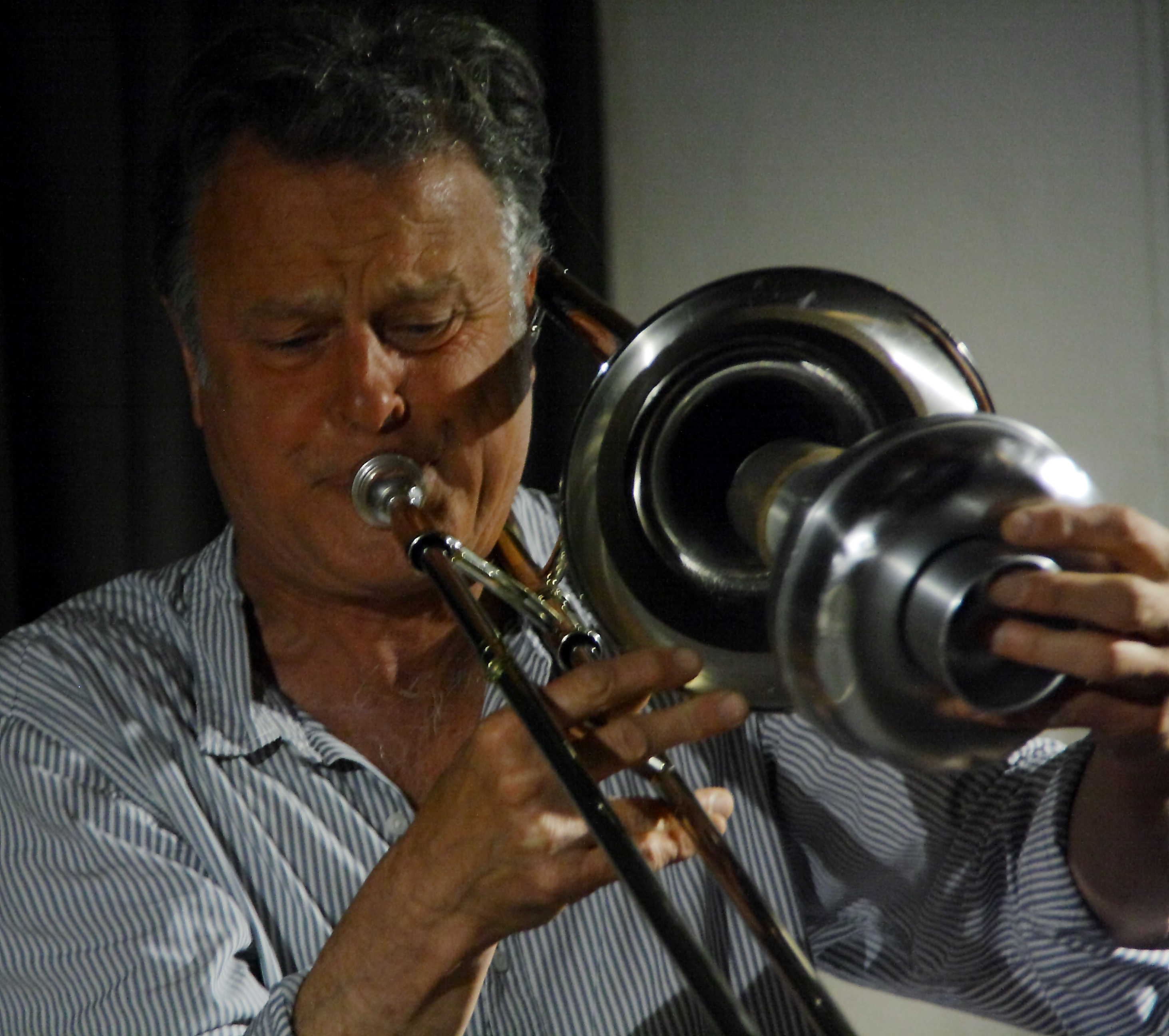
Paul Hubweber (2010)

Paul Hubweber (* 1954) ist ein deutscher Posaunist im Modern Creative Jazz und der freien Improvisationsmusik.

## Leben und Wirken
Hubweber begann nach ersten Versuchen auf der Zither als Zwölfjähriger Schlagzeug zu spielen; in den nächsten Jahren spielte er auch Gitarre und E-Bass. Mit siebzehn Jahren wechselte er an die Posaune und trat zwischen 1973 und 1975 auch in Italien, Frankreich, Belgien und den Niederlanden auf. Ab 1976 war er an der Organisation des New Jazz Festival Moers beteiligt (sowie der des Workshop 76 des Globe Unity Orchestra) und an der Produktion mehrerer Tonträger der späteren moers records. Zwischen 1976 und 1982 trat er in verschiedenen Konstellationen mit Claus van Bebber, Martin Theurer, Erhard Hirt und Ulrich Phillipp auf; zudem entstanden beim damaligen Undergroundlabel msc die erste Solo-LP und einige Collagen. Über Phillipp ergaben sich etliche mehrmalige Beteiligungen am Wiesbadener HumaNoise Congress; seit 1984 kam es zu Konzerten mit Alfred Zimmerlin, John Butcher, Dorothea Schürch und anderen internationalen Musikern. In den späten 1980ern gründete er mit Georg Wissel, mit dem er in den Gruppen Kollegu Pischu und Bull’s Eye Ensemble spielte, eine neue Musiker-Cooperative in Köln, aus der sich auch die Zusammenarbeit mit Joachim Zoepf ergab; mit Carl Ludwig Hübsch bearbeitete er Klassiker der Beatles. Mit Peter Kowald spielte er Duos, die mit Paul Lovens erweitert wurden; mit Lovens und mit John Edwards entstand das Trio PaPaJo, das als „eine der besseren Gruppen, die derzeit am ›Markt‹ sind“, gilt (Alois Fischer). Daneben spielte er im Duo Schnack mit Uli Böttcher, das Konzerte mit Phil Minton, Georg Wolf, Michael Vorfeld und vor allem Michel Waisvisz gab. Mit dem Pianisten Stevko Busch bearbeitet er die Musik Charlie Parkers in slow motion.

## Diskographische Hinweise

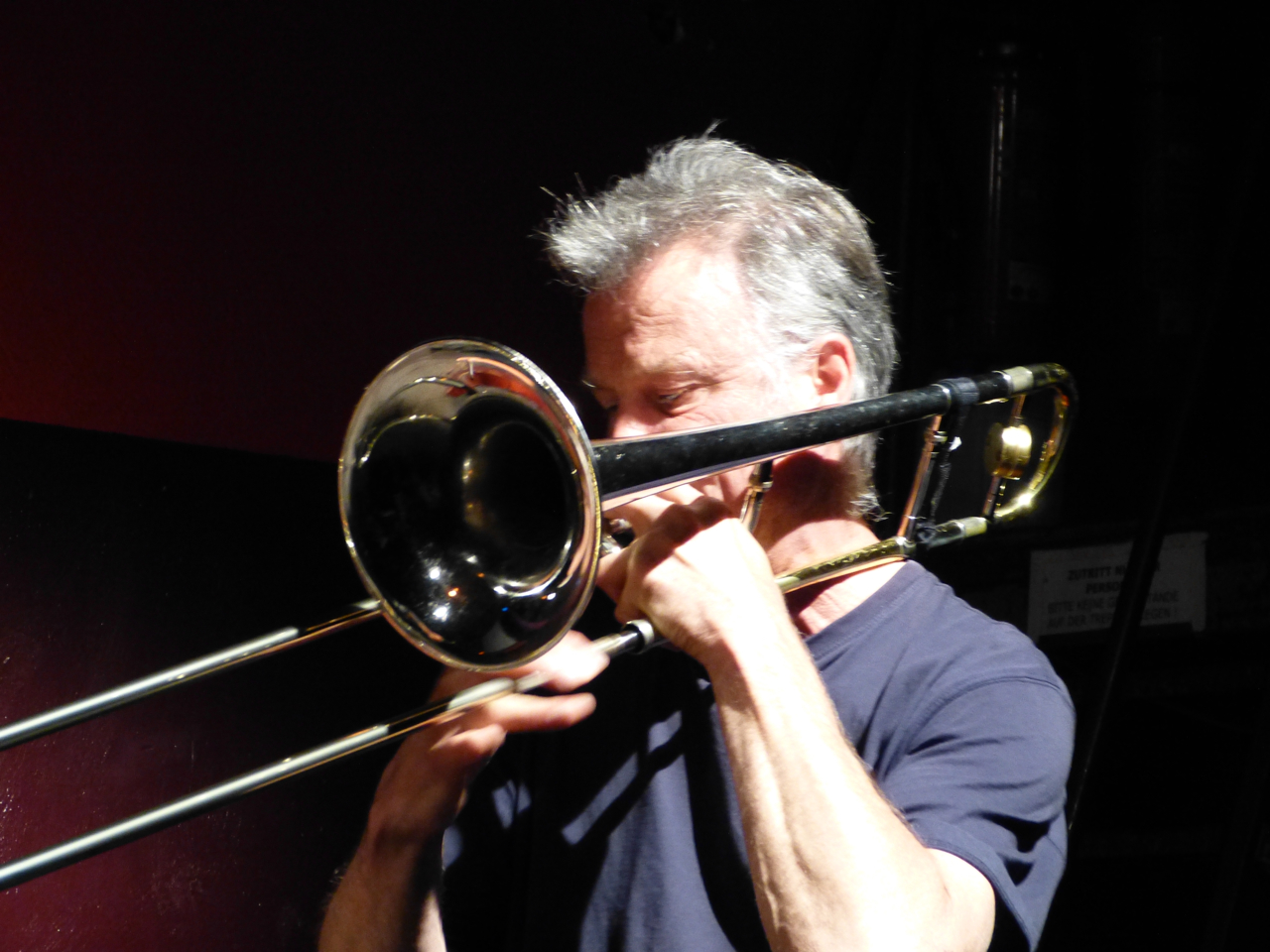
Paul Hubweber (beim Peter Kowald-Gedächtniskonzert im Stadtgarten, September 2012)

- Vertrauensbildende Maßnahmen B-Tales (1993, mit Dirk Bell, Carl Ludwig Hübsch)
- PaPaJo (mit Paul Lovens und John Edwards, 2002)
- Markus Eichenberger Domino: Concept for Orchestra (mit Dorothea Schürch, Carl Ludwig Hübsch, Charlotte Hug, Peter K. Frey, Helmut Bieler-Wendt u. a.)
- PaPaJo Simple Game (mit Paul Lovens und John Edwards, 2007)
- Paul Hubweber/Philip Zoubek Archiduc Concert : Dansaert Variations (2007)
- The Yellow Snow Crystals Zappn´ (mit Alex Morsey, Simon Camatta, Gerhard Horriar) 2011